# Чабан Григорій
Григо́рій Чаба́н — майстер бандури, який жив в Аргентині. Виробляв інструменти харківського зразка.

## Джерело
- Мішалов В. — Список майстрів бандури харківського типу // Г. М. Хоткевич — Бандура та її конструкція // Фонд національно-культурних ініціатив імені Гната Хоткевича, Торонто-Харків, 2010 ст.270-272